# 身段
身段為中國戲曲中，演員透過象徵性的姿態及動作，交代劇中人物的性格和感情、時空的改變及劇情的發展。以粵劇或京劇為例子，基本身段包括：站相、臺步、七星步、指掌、雲掌、亮相、跑圓台、開門、拉山、上馬及背供。小生的臺步身段是丁字步，要表現氣宇軒昂。花旦的臺步是撇步，要表現輕盈。為了作猶豫不決、考慮如何應對等心理狀態或搜索物件、覓路等情節時，演員便會運用「水波浪」程式來表達。
另外，常見演員身段尚有上場、拉山、掛單腳、亮相、七星步、撮步、俏步、雲步、小跳、踢腿、踢甲、車身、洗面、順風旗、走圓台等一連串的動作。